# NGC 3527
NGC 3527 is een balkspiraalstelsel in het sterrenbeeld Grote Beer. Het hemelobject werd op 11 april 1785 ontdekt door de Duits-Britse astronoom William Herschel.

## Synoniemen
- UGC 6170
- MCG 5-26-59
- ZWG 155.66
- PGC 33669